# جسی گوان
جسی گوان (انگلیسی: Jessie Govan؛ زادهٔ ۲۵ ژوئیهٔ ۱۹۹۷) بازیکن بسکتبال اهل ایالات متحده آمریکا است.